# Carlos Correia
Carlos Correia (Bissau, 6 november 1933 – Lissabon, 14 augustus 2021) was een Guinee-Bissaus politicus. Hij was vier keer premier van zijn land.

## Levensloop
Correia werd geboren in Bissau. Hij werd opgeleid als landbouwingenieur in Oost-Duitsland. Tijdens de Guinee-Bissause  onafhankelijkheidsstrijd was Correia lid van de Afrikaanse Partij voor de Onafhankelijkheid van Guinee en Kaapverdië (PAIGC). Tijdens de regering van Francisco Mendes, in de jaren zeventig, was Correia minister van Financiën. In de jaren tachtig was hij lid van het Politburo van de PAIGC en verantwoordelijk voor landbouw en visserij in de staatsraad.
Correia werd minister-president op 27 december 1991 onder president João Bernardo Vieira. Na de eerste meerpartijenverkiezingen voor president en parlement in juli 1994, waarin de PAIGC won, volgde Manuel Saturnino da Costa hem op als hoofd van de regering op 27 oktober.
Correia’s tweede termijn als premier duurde tot december 1998 en werd overschaduwd door de opstand van Ansumane Mané.
Nadat president Vieira tot aftreden was gedwongen in mei 1999 werden Correia en veertien andere aanhangers van Vieira gearresteerd en beschuldigd van het aanzetten tot oorlog. Op een PAIGC-congres in september 1999 werd hij uit de partij gezet, samen met Vieira en vijf andere voormalige ministers. Nadat Kumba Ialá aan was getreden als president, werd Correia in februari 2000 gearresteerd, samen met vijf voormalige ministers. Er werd beweerd dat drie jaar eerder twee staatsleningen uitgegeven waren zonder parlementaire goedkeuring. Volgens Correia en da Costa, die op borgtocht vrijgelaten waren, waren de obligaties bedoeld om fondsen te verstrekken voor de nationale ontwikkeling. Hij werd in juni 2003 vrijgesproken van verduistering.
Op 5 augustus 2008 ontbond Vieira het parlement en benoemde Correia opnieuw als premier, ter vervanging van Martinho Ndafa Kabi. Correia werd belast met het leiden van de regering ter voorbereiding van parlementsverkiezingen in november 2008. Een nieuwe regering onder leiding van Correia werd op 9 augustus benoemd. Deze regering werd gedomineerd door loyalisten van Vieira en leden van PAIGC. De Partij voor Sociale Vernieuwing (PRS) kreeg vijf posten in de regering; de Republikeinse Partij voor de Onafhankelijkheid en Ontwikkeling (PRID) en de Verenigde Volksalliantie (APU) kregen elk één ministerspost.
Na de verkiezingen, waarin PAIGC een parlementaire meerderheid verkreeg (67 van de 100 zetels), benoemde Vieira Carlos Gomes Junior, de president van de PAIGC, op 25 december 2008 tot premier.
Zeven jaar later, na een geschil tussen president José Mario Vaz en de PAIGC, zijn eigen partij, werd Correia opnieuw benoemd tot premier en beëdigd op 17 september 2015. Op 12 mei 2016 werd hij door de president van Guinee-Bissau van zijn functie ontheven.
Correia overleed op 87-jarige leeftijd in Lissabon.